# Dissoziation (Entwicklungstheorie)
Die Dissoziation oder Abkopplung ist eine in der entwicklungspolitischen Diskussion verfochtene Forderung nach einer temporären Herauslösung von Entwicklungsländern aus dem Weltmarkt mit dem Ziel, eine eigenständige und lebensfähige Ökonomie und Gesellschaft aufzubauen, die sich auf eigene Ressourcen und die eigenen Bedürfnisse des betreffenden Entwicklungslandes stützt. Die Dissoziations-Theorie wurde hauptsächlich von Dieter Senghaas verfochten und von ihm sowie Samir Amin und Ulrich Menzel formuliert. Das Dissoziations-Modell verstand sich als Gegenmodell zu dem in der entwicklungs-politischen Praxis vorherrschenden Modell weltmarktintegrativer und assoziativer Entwicklung. Es stieß auf scharfe Kritik und gegenläufige Erfahrungen der Schwellenländer, so dass es Mitte der 1980er Jahre praktisch aufgegeben wurde.
Die Dissoziations-Theorie schloss an die Theorie von Friedrich List an, der für die der Ökonomien kontinentaleuropäischer Staaten, die der Ökonomie Großbritanniens im 19. Jahrhundert zunächst nachhinkten, die protektionistische Theorie der „Produktion produktiver Kräfte“ zur Erschließung des eigenen Entwicklungspotenzials vertreten hatte. List hatte die Theorie der „Produktion produktiver Kräfte“ der klassischen liberalen Theorie gegenübergestellt, die Mitte des 19. Jahrhunderts von Großbritannien ausging. Die Dissoziations-Theorie übertrug auch historische Erfahrungen aus dem Entwicklungsprozess der modernen Industrieländer sowie sozialistische Entwicklung einiger Länder (VR China, Albanien, Nordkorea) auf den Entwicklungsprozess der Entwicklungsländer und formulierte für die Mehrzahl unter ihnen folgende entwicklungspolitische Konsequenzen:
- Bruch mit der internationalen Arbeitsteilung nach den beiden Exportmodellen[1]
- Bruch mit der Industrialisierung nach dem Importsubstitutionsmodell[1]

Dieser Bruch sollte bis auf den Zeitpunkt beschränkt sein, wo die bestehenden Strukturmängel der Entwicklungsland-Volkswirtschaften (durch eine Strategie autozentrierter Entwicklung) und ihre sozialen Folgen (Arbeitslosigkeit, massive Ungleichheit der Einkommensverteilung, Armut, Verschuldung etc.) so weit behoben seien, dass die Entwicklungsländer am Weltmarkt gleichberechtigt und mit gleichem Nutzen entsprechend der Doktrin der komparativen Kosten partizipieren könnten.
Als ein gelungenes Beispiel für die Umstrukturierung der Wirtschaft unter Abkopplung vom Weltmarkt galt den Vertretern der Dissoziation Nordkoreas, wo im Verlauf der forcierten Industrialisierung Arbeitskräfte von der Landwirtschaft in die Industrie transferiert wurden und es zu einem starken Anstieg der Stadtbevölkerung kam, ohne dass die von Südkorea bekannten negativen Begleiterscheinungen (Verslumung, Marginalisierung, Aufblähung des Dienstleistungssektors) zu beobachten waren.
Die Dissoziation stellte neben der Neoklassik eine der beiden Theorien dar, die die Diskussion in Entwicklungskreisen in den 1980er Jahren kennzeichneten und nicht nur konträre Perspektiven auf das Thema boten, sondern auch unterschiedliche Auswirkungen auf die Entwicklungszusammenarbeit hatten. Während die neoklassische Theorie für mehrere Jahre die führende Doktrin der Weltbank wurde, ordnete die Theorie der Dissoziation der Entwicklungszusammenarbeit keine besondere Rolle zu und hatte daher wenig Auswirkung auf sie. Die Dissoziation spiegelt jedoch den damaligen Diskussionsstand in der Dependenztheorie wider.